# Pădurea Neagră, Bihor
Pădurea Neagră (în maghiară Feketeerdő) este o localitate componentă a orașului Aleșd din județul Bihor, Crișana, România.

## Amplasare
Este o localitate situată la aproximativ 20 km de orașul Aleșd, pe cursul râului Bistra, care se varsă în râul Barcău. La circa3 km de localitate, spre orașul Marghita, este un izvor de apă minerală și o cascadă. În această localitate a funcționat una din cele mai vechi fabrici de sticlărie din actualul teritoriu al țării.

## Populație
Locuitorii sunt de mai multe naționalități, români, maghiari și slovaci. Majoritatea sunt persoane mai în vârstă, foști sticlari. Religiile predominante sunt romano-catolică, reformată și ortodoxă. A fost o comunitate prosperă și din punct de vedere economic cât timp a funcționat fabrica de sticlărie.

## Galerie de imagini

Pădurea Neagră
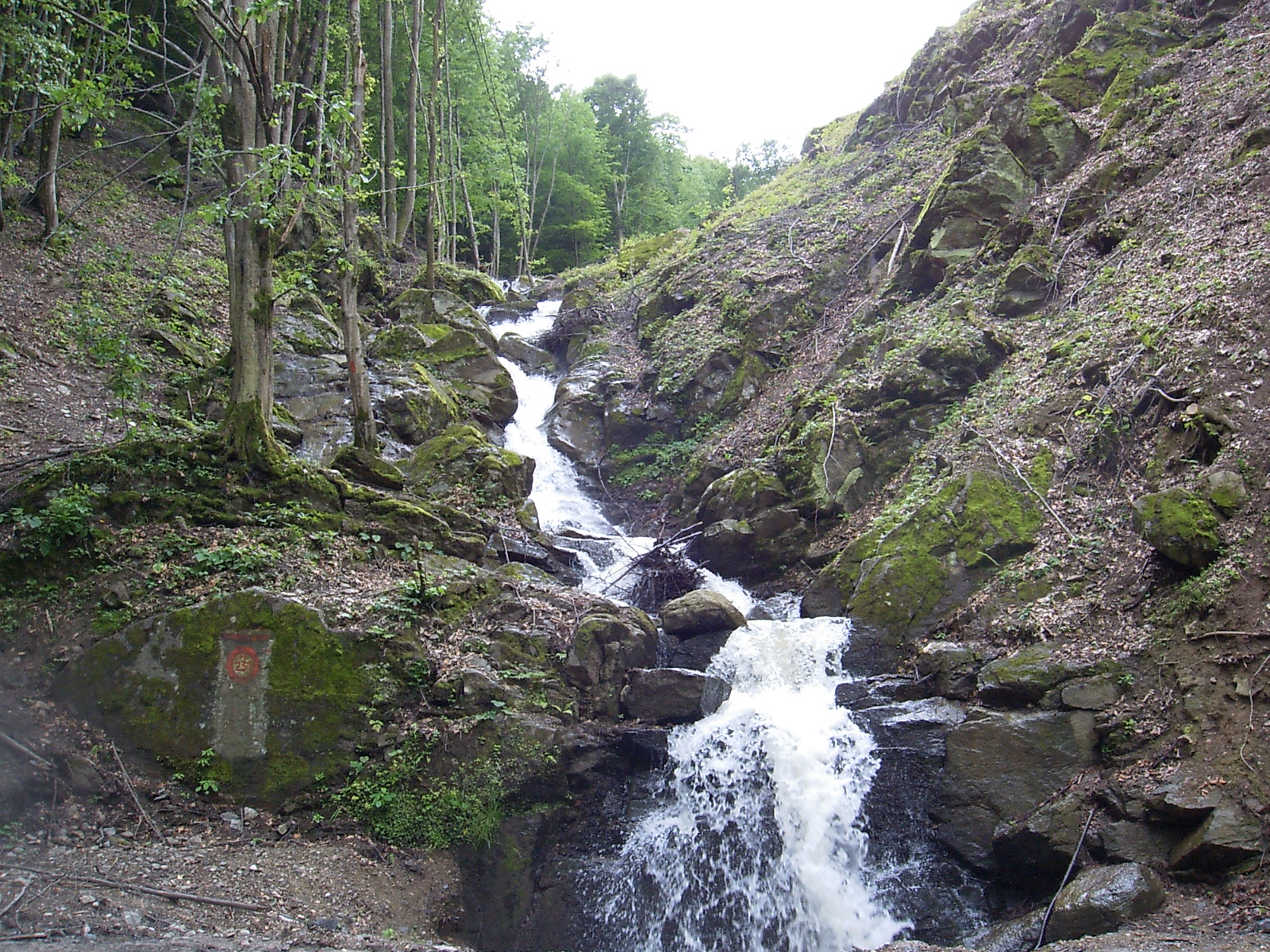
Cascada
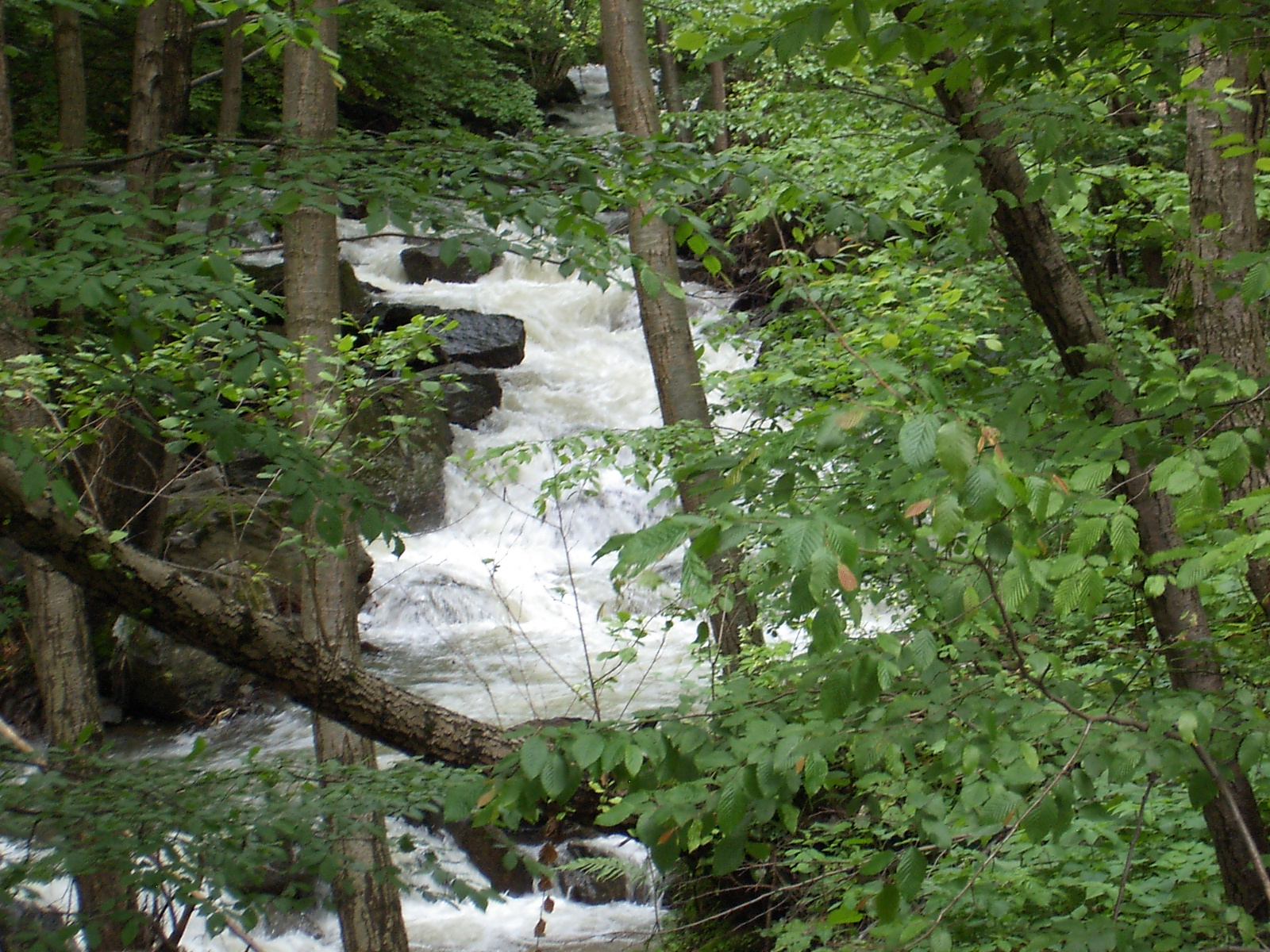
Râul Bistra
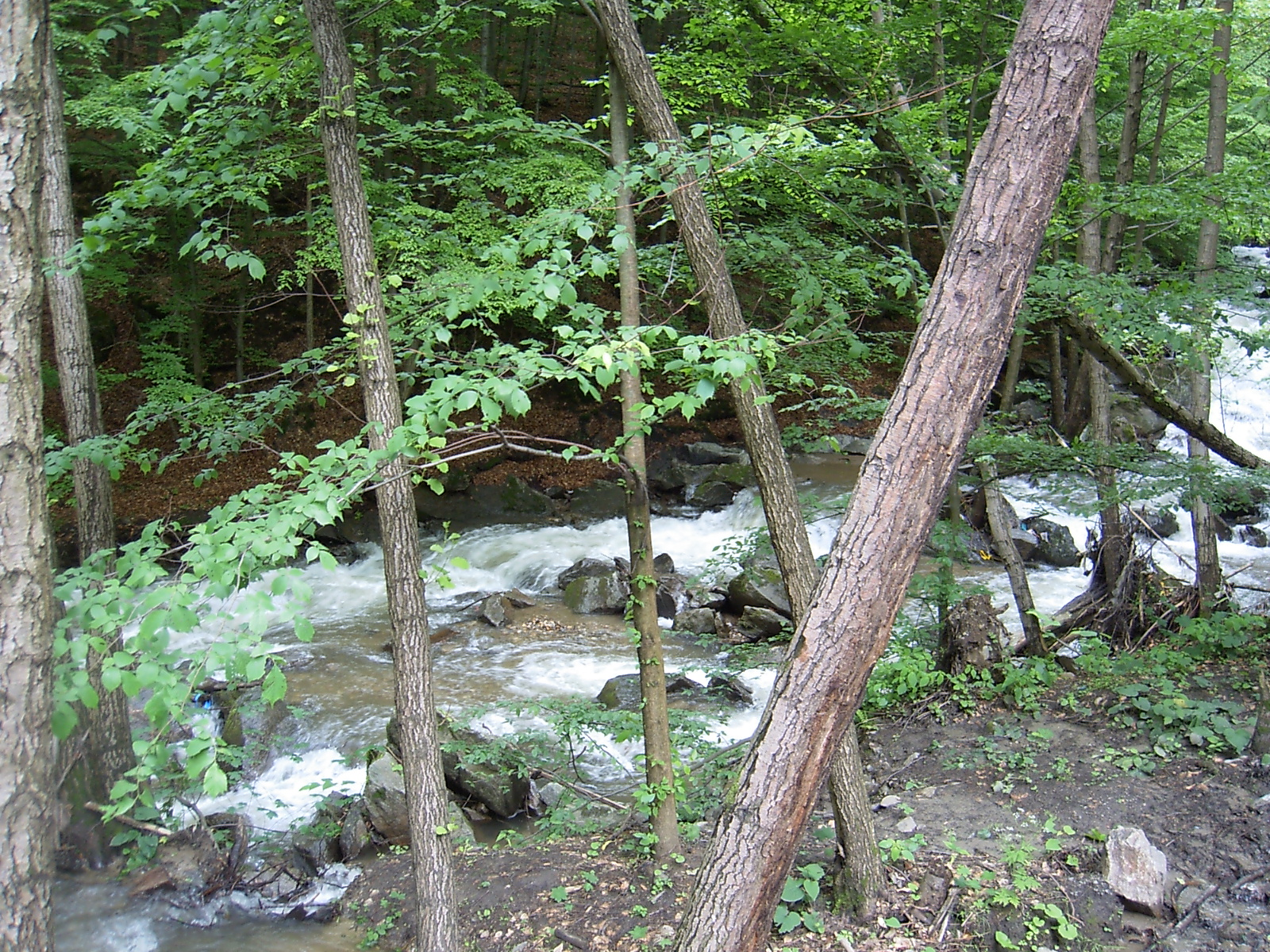
Râul Bistra